# Jarankeš
Jarankeš nebo také Jarankaš (zemřel 1146) byl otrok franského původu, který zavraždil svého pána, muslimského atabega v Mosulu a později sultána Zengího. Damašský kronikář Ibn al-Qalanisi napsal:
„…jeden ze (Zengího) sluhů, pro kterého měl zvláštní zalíbení a v jehož společnosti byl rád… který pěstoval tajnou zášť za nějaké zranění, které mu bylo předtím způsobeno atabegem, našel si příležitost, kdy byla stráž pryč a Zengí byl opilý a s tichým souhlasem a pomocí některých jeho druhů mezi sluhy zavraždili ho ve spánku v předvečer šesté soboty druhého rábí (v noci na sobotu 14. září 1146).“
Podle jiné teorie eunuch Zengího zavraždil proto, že ho jeho pán ostře pokáral za to, že sluha pil z jeho poháru na víno. Poté, co Jarankeš ubodal svého pána, uprchl nejdříve do pevnosti Dawsar, a odtud dále do Damašku, „ve víře, že zde bude v bezpečí otevřeně se ke svému činu hlásil, představoval si, že zde bude vítán a nárokoval si uznání.“ Damašský vládce Mu'ín ad-Dín Unur jej však namísto toho nechal zatknout a odeslat Zengího synovi Núr ad-Dínovi a ten jej poslal za svým bratrem Saífem ad-Dínem Gházím I. do Mosulu, který ho dal popravit.